# Pianosonate (Aho)
Kalevi Aho schreef zijn enige Pianosonate (gegevens 2018) in 1980.
Aho zelf over het werk: Ik wilde alle mogelijkheden van het muziekinstrument benutten en heb daartoe naar andere stukken uit het genre pianosonate gekeken en geluisterd. Ik kwam tot een werk waar in deel 1 er snel gewisseld moet worden tussen de registers op de piano, in deel 2 de snelle loopjes virtuositeit van de kant van de solist eisen en in deel 3 veel trillers en tremolos te horen zijn. Voorts dient deel 1 meer als een introductie en duurt deel 3 langer dan de delen 1 en 2 samen. Voor deel 1 geldt nog dat er geen tempo-aanduiding is meegegeven. 
De pianiste Liisa Pohjola gaf op 6 september 1980 de première van dit werk tijdens een muziekfestival in Helsinki. Sonja Fräki nam het in januari 2013 op in Grankulla voor het platenlabel Bis Records onder het commentaar: eigenlijk heb je drie handen nodig voor dit werk.
De delen:
1. (titelloos)
2. Allegro molto
3. Tranquillo molto